# Grande Prêmio de Havana
Grande Prêmio de Havana, também conhecido como Grande Prêmio de Cuba, foi uma competição autmobilística realizada por um breve período no final dos anos 1950 em Havana, Cuba, disputada pela última vez em 1960. A corrida de 1958 é a mais lembrada, por ter servido como o pano de fundo para o sequestro do piloto campeão mundial de Fórmula 1, Juan Manuel Fangio, por rebeldes antigovernamentais ligados ao Movimiento 26 de Julio. Há uma reportagem exclusiva no jornal Zig Zag do homem que supostamente sequestrou Fangio e uma nota de Fangio.

## Histórico
A corrida foi criada em 1957 quando Fulgêncio Batista idealizou criar um evento para atrair turistas, principalmente dos Estados Unidos. Um circuito de rua foi estabelecido na Calle Malecón. A primeira corrida foi um sucesso; foi vencido por Fangio dirigindo um Maserati 300S , levando para casa Carroll Shelby dirigindo uma Ferrari 410 S e Alfonso de Portago em uma Ferrari 860 Monza .
No ano seguinte, a equipe oficial da Maserati chegou com força com sua frota de carros Maserati 300S e Fangio e Stirling Moss como pilotos. Na véspera da corrida, Fangio foi sequestrado em seu hotel por um homem armado. O governo cubano ordenou que a corrida continuasse. Moss e Masten Gregory lideraram a corrida que teve bandeira vermelha após apenas seis voltas. Armando Garcia Cifuentes bateu com sua Ferrari na multidão, matando sete pessoas.
A corrida de 1959 foi cancelada quando a revolução de Fidel Castro entrou em seus estágios finais. A corrida voltou em 1960, em um novo local nas estradas de serviço ao redor de um aeródromo militar. Moss, dirigindo um Maserati Birdcage para a equipe privada Camoradi , teve uma vitória confortável sobre a Ferrari 250 TR59 da NART dirigida por Pedro Rodríguez com Masten Gregory em terceiro em um Porsche 718.

## Lista de Vencedores
| Year | Driver             | Constructor      | Location      | Report        |
| ---- | ------------------ | ---------------- | ------------- | ------------- |
| 1957 | Juan Manuel Fangio | Maserati 300S    | Malecón       | Relatório     |
| 1958 | Stirling Moss      | Ferrari 335 S    | Malecón       | Relatório     |
| 1959 | Não disputada      | Não disputada    | Não disputada | Não disputada |
| 1960 | Stirling Moss      | Maserati Tipo 61 | Camp Freedom  | Relatório     |

## Curiosidades
- A internacional "Cuban Race" ocorreu em fevereiro de 1905, após a afiliação do Habana Automóvil Club à International Association of Automobile Racing . denominado Arroya Arenas-San Cristobel-Arroya Arenas , ocorreu no trajeto de ida e volta Havana-San Cristóbal.
- Uma primeira corrida aconteceu em julho de 1903 graças ao mecânico local Honoré Lainé, para comemorar a fundação do Habana Automóvil Club do qual era membro.
- O Grande Prêmio de 1958, o sequestro de Fangio e o acidente mortal de Cifuentes são mencionados no filme de Chris Marker "Cuba sí" (à 25 min 17 s).